# Королёва, Наталия Сергеевна
Наталия Сергеевна Королёва (10 апреля 1935, Москва — 12 августа 2023, Москва) — советский и российский хирург, педагог, лауреат Государственной премии СССР (1974) и Премии им. Н. И. Пирогова АМН СССР. Дочь Сергея Павловича Королёва.

## Биография

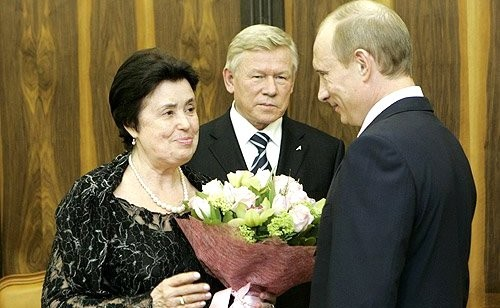
2007 год Президент России Владимир Путин на встрече с Натальей Королёвой, дочерью конструктора ракет Сергея Королёва, на торжественном вечере в Кремле, посвященном 100-летию со дня рождения Королёва.

Могила Н. С. Королёвой

В 1958 году окончила Первый московский медицинский институт, в 1960 году — ординатуру в Институте им. А. В. Вишневского.
Работала в хирургической клинике Московской больнице им. С. П. Боткина, позже — научным сотрудником НИИ клинической и экспериментальной хирургии Минздрава СССР.
С 1982 года — профессор кафедры госпитальной хирургии № 1 лечебного факультета Московской медицинской академии им. И. М. Сеченова.
Более 200 научных работ, три авторских свидетельства на изобретения.
Член Европейского респираторного общества, член-корреспондент Кубинского общества хирургов, академик Международной академии информатизации, академик Академии космонавтики им. К. Э. Циолковского.
Скончалась 12 августа 2023 года на 89-м году жизни. Похоронена на Армянском кладбище, участок 5/2 в родственном захоронении.

## Семья
- Отец — Сергей Павлович Королёв (1906—1966) — советский учёный, конструктор ракетно-космических систем.
- Мать — Ксения Максимилиановна Винцентини (1907—1991) — хирург, доктор медицинских наук, профессор, заслуженный врач РСФСР.
- Отчим — Евгений Сергеевич Щетинков (1907—1976) — советский учёный, соратник С. П. Королёва по РНИИ[5].

1. Первый муж — Вадим Яковлевич Худяков (род. 24 ноября 1932) — инженер[6].
2. Второй муж — Георгий Владимирович Шевченко (1923—1992[7]) — генерал-майор инженерных войск[8].
3. Третий муж — Юрий Георгиевич Демянко (1936—2002[9]) — историк ракетной техники, работал в Центре имени М. В. Келдыша, бывшем РНИИ, где в 30-е годы работал Королёв С. П.[10]

- Сын — Андрей Вадимович Королёв (род. 1962) — российский учёный, врач-хирург, травматолог, президент Ассоциации спортивных травматологов, артроскопических и ортопедических хирургов, реабилитологов.
- Сын — Сергей Вадимович Королёв (род. 1967) — инженер, окончил МГТУ им. Н. Э. Баумана, тот же факультет, что и его дед (Сергей Павлович Королёв), работал в РКК «Энергия»[11].
- Дочь от второго брака — Мария Георгиевна Королёва (род. 19 февраля 1973) — врач, окончила Московскую медицинскую академию[12].

## Награды
- Государственная премия СССР, за разработку реконструктивных операций на трахее и бронхах[13].
- Премия им. Н. И. Пирогова АМН СССР.
- Значок «Отличник здравоохранения»,
- Медаль «Ветеран труда»,
- Серебряная и бронзовая медали ВДНХ.

## Научные труды
- Трахео-бронхиальная хирургия / Б. В. Петровский, М. И. Перельман, Н. С. Королева. — Москва : Медицина, 1978. — 295 с.

## Публицистические произведения
- Сергей Павлович Королёв. Мой отец[14]
- Королёва Н. С. С. П. Королёв. Отец. — М.: Наука, 2007. — Т. в трёх томах. — ISBN 5-02-034432-X.
- Королёва Н. С. «Жить надо с увлечением!». — М.: ТОНЧУ, 2017. — 328 с. — ISBN 978-5-91215-128-6.